# لين محمد
لين محمد البليهد (من مواليد 22 مارس 2000) هي لاعبة كرة قدم سعودية محترفة تلعب كمدافعة لالشباب في الدوري السعودي الممتاز والمنتخب السعودي للسيدات.

## مسيرتها الكروية
تلعب لين مع اليمامة منذ عام 2018. في 29 نوفمبر سجلت هدفها الأول للنادي ضد نادي سما. كانت في تشكيلة فريق اليمامة الذي احتل المركز الثالث في دوري كرة القدم المجتمعي للسيدات، أول بطولة وطنية لكرة القدم للسيدات في السعودية.
بعد أن استحوذ نادي الشباب على نادي اليمامة، انضمت لين بعد ذلك إلى نادي الشباب. في 14 أكتوبر 2023، ظهرت لأول مرة مع الشباب في الفوز 1–0 على الأهلي. سجلت هدفها الأول مع النادي في 16 نوفمبر 2023، في الفوز 9–2 على الرياض.

## مسيرتها الدولية
ابتداءً من عام 2019. مثلت لين المنتخب السعودي لكرة الصالات في العديد من الأحداث. لعبت بطولة اتحاد غرب آسيا لكرة الصالات للسيدات 2022، وهي المرة الأولى التي يشارك فيها المنتخب في بطولة اتحاد غرب آسيا لكرة الصالات للسيدات. وسجلت لين في النهائي، بافتتاحها التسجيل في الدقيقة 11 قبل أن يعود العراق ويفوز باللقب.
في فبراير 2022، تم استدعاء لين ضمن قائمة منتخب السعودية الأول للسيدات لخوض من المباراتين الوديتين ضد سيشيل وجزر المالديف. في 20 فبراير، شاركت لين بشكل أساسي في المباراة الأولى للفريق الأول ضد سيشيل، والتي انتهت بالفوز 2–0. وفي 11 مايو 2023، سجلت أول هدف لها مع المنتخب، حيث افتتحت التسجيل في الدقيقة 18 ضد فلسطين في مباراة ودية، والتي انتهت بالتعادل 1–1.

## الإحصائيات

### النادي
اعتبارا من 30 ديسمبر 2023
| النادي  | الموسم  | الدوري                         | الدوري | الدوري  | الكأس  | الكأس   | قاريا  | قاريا   | أخرى   | أخرى    | المجموع | المجموع |
| النادي  | الموسم  | الدرجة                         | الظهور | الأهداف | الظهور | الأهداف | الظهور | الأهداف | الظهور | الأهداف | الظهور  | الأهداف |
| ------- | ------- | ------------------------------ | ------ | ------- | ------ | ------- | ------ | ------- | ------ | ------- | ------- | ------- |
| اليمامة | 2023–24 | الدوري السعودي الممتاز للسيدات | 14     | 0       | —      | —       | —      | —       | —      | —       | 14      | 0       |
| اليمامة | المجموع | المجموع                        | 14     | 0       | —      | —       | —      | —       | —      | —       | 14      | 0       |
| الشباب  | 2023–24 | الدوري السعودي الممتاز للسيدات | 7      | 1       | 2      | 0       | —      | —       | 3      | 0       | 12      | 1       |
| الشباب  | المجموع | المجموع                        | 7      | 1       | 2      | 0       | —      | —       | 3      | 0       | 12      | 1       |
| المجموع | المجموع | المجموع                        | 21     | 1       | 2      | 0       | —      | —       | 3      | 0       | 26      | 1       |

### دوليا
اعتبارا من 8 يناير 2024
| المنتخب الوطني | السنة   | الظهور | الأهداف |
| -------------- | ------- | ------ | ------- |
| السعودية       | 2022    | 4      | 0       |
| السعودية       | 2023    | 8      | 1       |
| السعودية       | 2024    | 1      | 0       |
| المجموع        | المجموع | 13     | 1       |

#### الأهداف الدولية
| #. | التاريخ      | المكان                                     | الخصم  | الهدف | النتيجة | المسابقة   |
| -- | ------------ | ------------------------------------------ | ------ | ----- | ------- | ---------- |
| 1. | 11 مايو 2023 | استاد الأمير عبدالله الفيصل، جدة، السعودية | فلسطين | 1–0   | 1–1     | ودية دولية |

## الإنجازات
السعودية
- البطولة الدولية الودية للسيدات: الخُبر 2023

السعودية لكرة الصالات
- بطولة اتحاد غرب آسيا لكرة الصالات للسيدات: الوصافة 2022